# Historia de los Emiratos Árabes Unidos

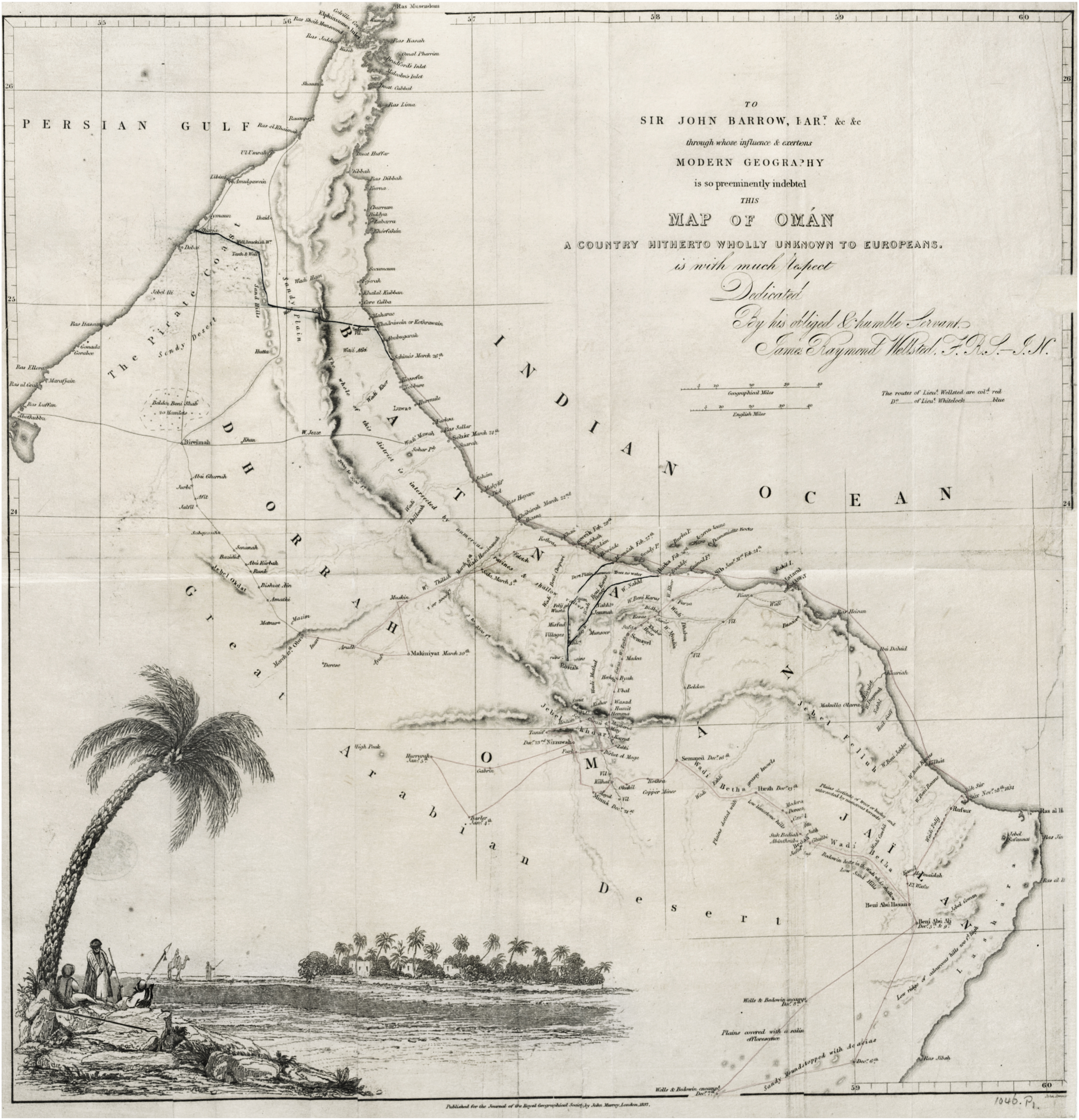
Mapa de Omán de 1838, que muestra la península que se convertiría, en 1971, en los Emiratos Árabes Unidos.

La historia de los Emiratos Árabes Unidos (EAU) engloba el período comprendido desde la primera colonización humana en la prehistoria en su territorio hasta la actualidad. Este territorio antes de pasar bajo influencia británica, estuvo habitado por belicosas tribus árabes. Gran parte de las cuales se dedicaban al saqueo de los barcos mercantes que pasaban por sus costas, por lo que la misma se conocía como "costa de los piratas". Otra actividad de la población era la de la pesca, especialmente lucrativa fue la recolección de la perla.
En 1820, el Reino Unido firma el primer tratado de paz con los jeques de las tribus del país, para poner fin a estos actos de piratería. Pero el tratado que supondría el comienzo del protectorado Británico sería el de la tregua marítima perpetua, mayo de 1853, por el que el Reino Unido se hacía cargo de la protección militar del territorio. Y el de marzo de 1892, el acuerdo exclusivo que garantizaba el monopolio sobre el comercio y la explotación de los recursos para los británicos. El nombre que recibieron los Emiratos durante este periodo, fue el de los Estados de la Tregua.
El 30 de marzo de 1968, los 7 emiratos junto con Catar y Baréin organizaron la Federación de Emiratos del Golfo Pérsico, pero esta federación desaparece al independizarse Catar y Baréin. Los antiguos Estados de la Tregua fueron un protectorado del Reino Unido de 1853 a 1971, año en que seis de ellos se independizaron formando una nueva federación llamada los Emiratos Árabes Unidos. Ras al Jaima se mantuvo al margen hasta 1972 cuando decidió unirse a los 6 emiratos originales.
Actualmente los EAU son una federación de siete emiratos: Abu Dabi, Dubái, Sharjah, Ajmán, Ras al Jaima, Umm al Qaywayn y Fujairah, con un sistema legal basado en la constitución de 1971. No hay elecciones ni partidos políticos. Los emiratos, según su constitución, conservan una considerable autonomía política, judicial y económica, por tanto, su “congreso”, el Consejo Federal Nacional, es un órgano exclusivamente consultivo, siendo los gobiernos de cada emirato quienes tienen la competencia legislativa sobre la mayor parte de asuntos, con total independencia entre ellos.
El petróleo es la principal fuente de ingresos de los EAU, el componente esencial de su PIB, y gran parte de la economía no petrolífera depende del gasto del Gobierno, que a su vez está basado en sus ingresos derivados del petróleo. El petróleo fue descubierto en Abu Dabi en 1958 y en Dubái en 1966, también hay algunas pequeñas cantidades en Sharjah y Ras al Jaima, pero más del 90 % de las reservas se encuentra en Abu Dabi, Se estima que el país tiene reservas para más de 100 años.
Los ingresos provenientes de sus vastas reservas de petróleo han hecho prosperar al país hasta el punto de que su ciudad más importante, Dubái, es considerada la "Nueva York del Golfo Pérsico". En esta ciudad se puede apreciar obras de arquitectura de primer orden, como es el caso del hotel Burj Al Arab o las Islas Palm.

#### 

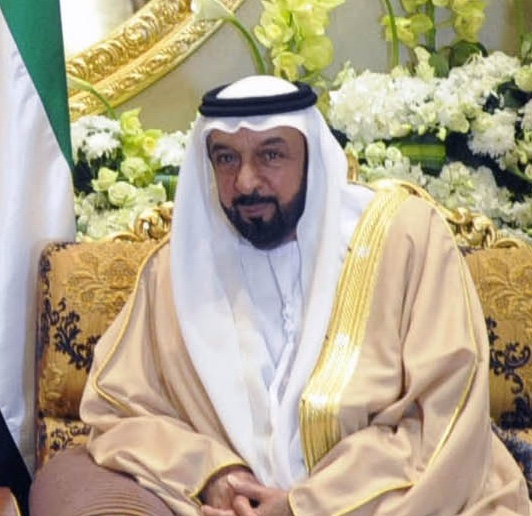

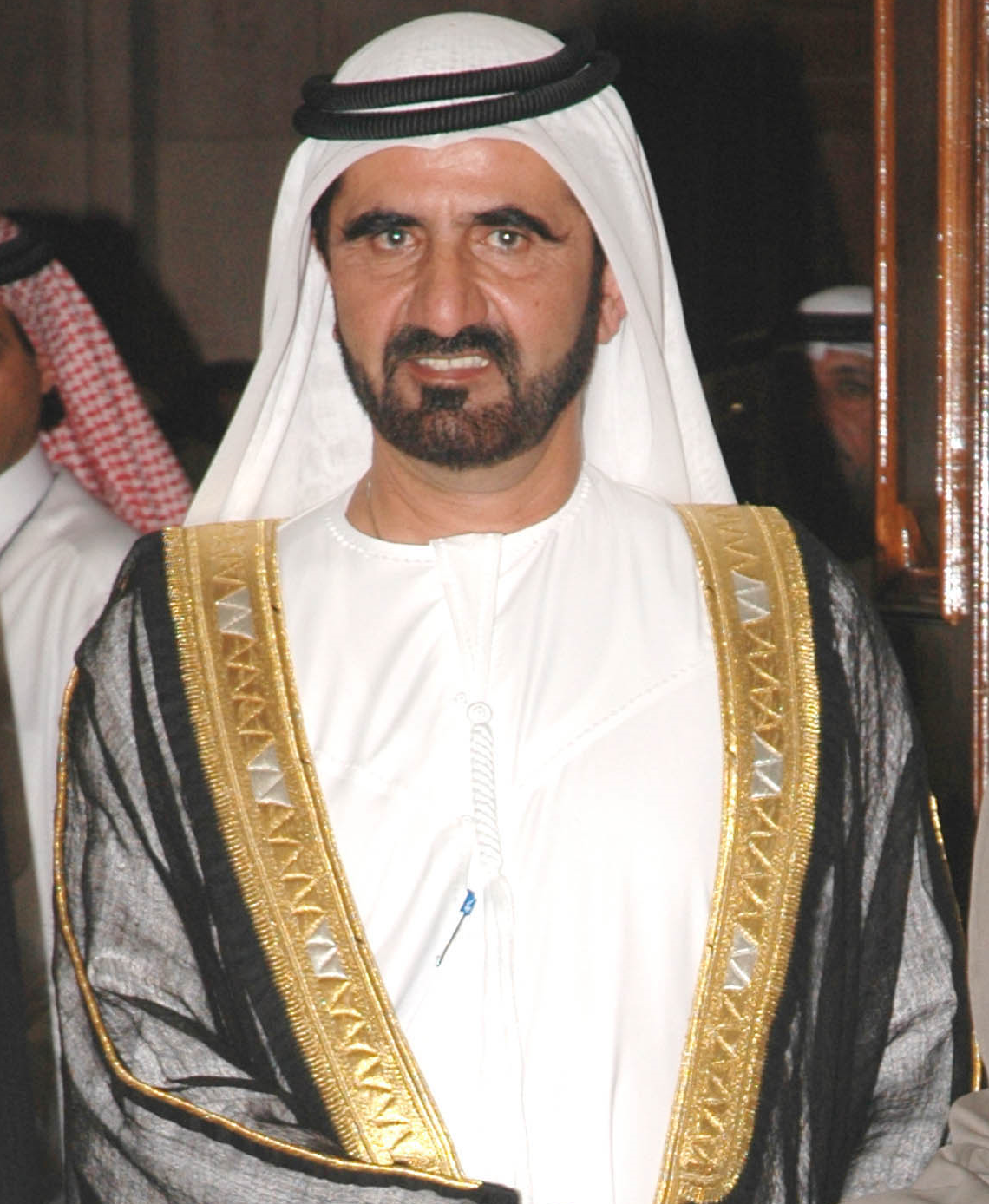

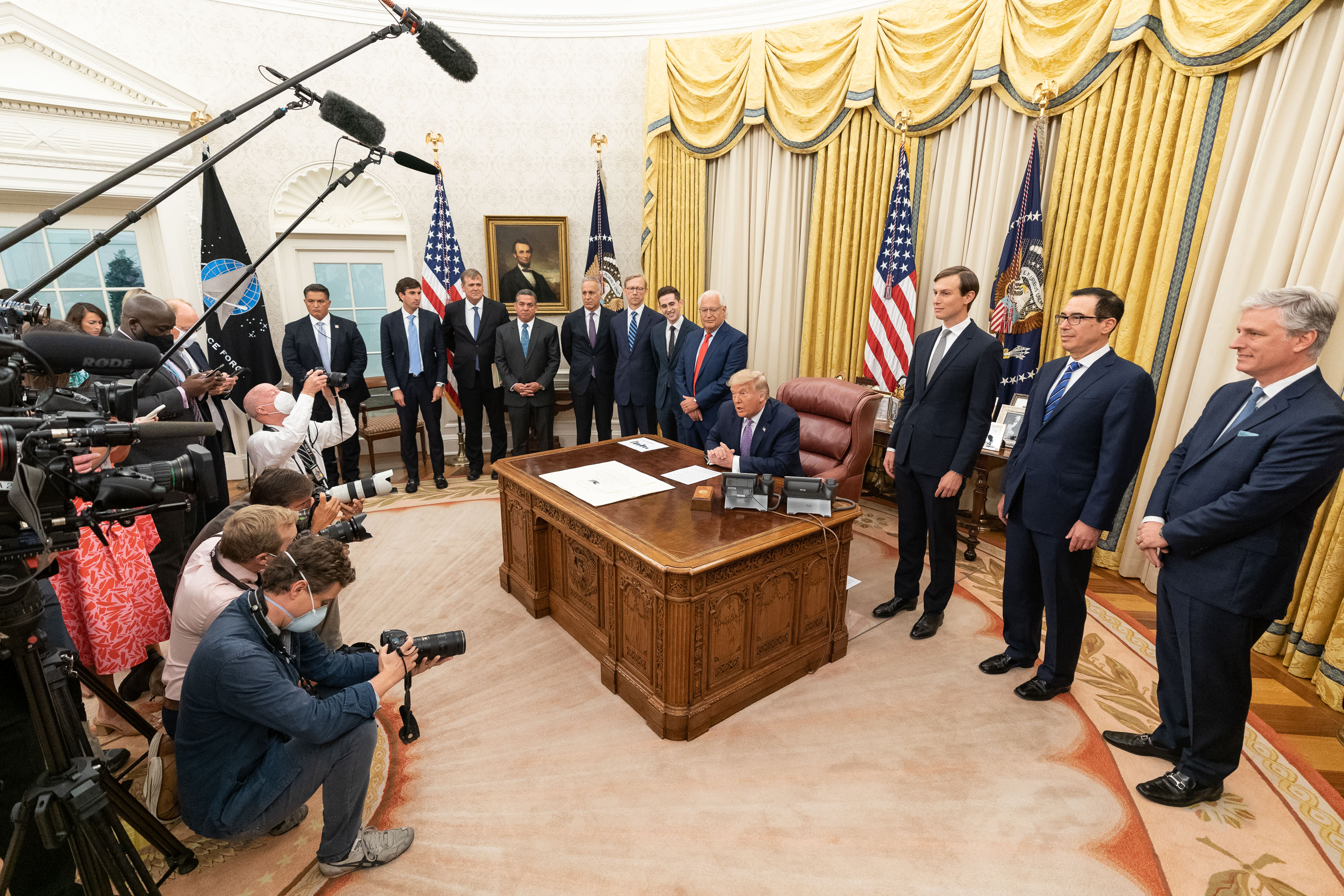

## Prehistoria

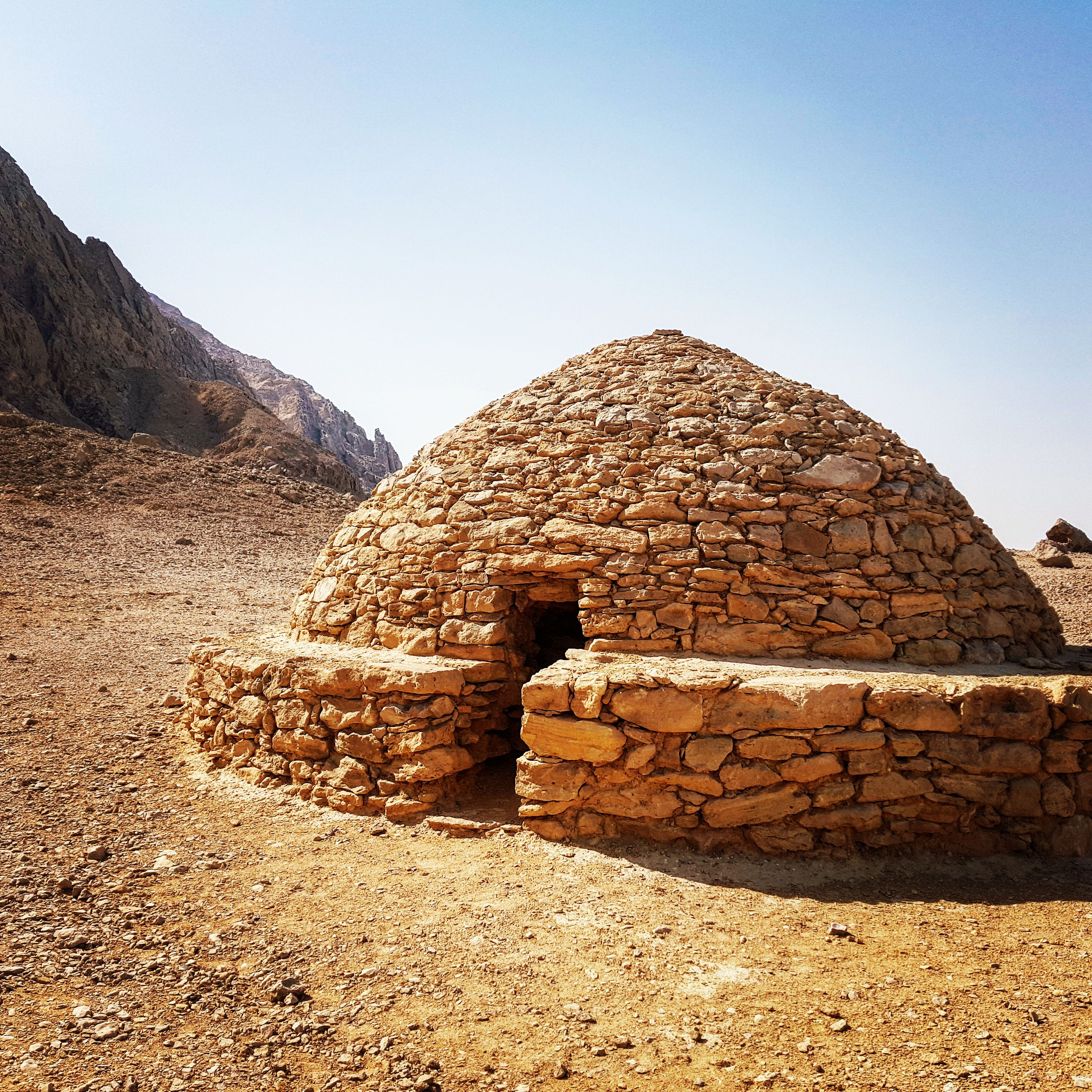
Una tumba de "colmena" de la era Hafit en Mezyad - Parque del desierto de Jebel Hafeet, Al Ain, región oriental de Abu Dabi.

La Edad de Hierro en Emiratos Árabes Unidos albergó tres períodos distintos de la Edad del Hierro. La Edad de Hierro I abarcó del 1.200 al 1.000 a. C., la Edad de Hierro II del 1.000 al 600 a. C., y la Edad de Hierro III del 600 al 300 a. C. A este período de desarrollo humano en la región le siguió la era mleiha o preislámica tardía, desde el año 300 a. C. en adelante hasta la era islámica, que comenzó con la culminación de las guerras Ridda del siglo VII.
Hasta cierto punto, el término «Edad de Hierro» se aplica incorrectamente, ya que existen pocas pruebas de cualquier trabajo de hierro indígena fuera de los hallazgos en Muwailah, que se cree que son importaciones, e incluso la amplia evidencia de fundición a lo largo de la Edad del Hierro encontrada en Saruq Al Hadid está dominada por la producción de cobre y estaño.

## Edad Contemporánea

### Estados de la Tregua

Los Estados de la Tregua; antecesor de los EAU.

Disputa de Buraimi
Frontera entre Arabia Saudita y Emiratos Árabes Unidos
Las zonas desérticas controladas por Ibn Saúd, que comprendería los territorios que se convirtieron en Arabia Saudita en 1932, y por los Estados de la Tregua, bajo protectorado británico desde 1892, entraron en contacto en los años 1920. Por el tratado de Jeddah de 1927, Ibn Saúd aceptó no amenazar las áreas bajo protección británica a cambio del reconocimiento de su control sobre el Hiyaz y el Néyed.
Después de la independencia de las Emiratos Árabes en 1971, el sultán emirati Zayed firmó con el rey saudita Fáisal un acuerdo fronterizo, el 21 de agosto de 1974. El trazado dejó los pueblos de la región del oasis de al-Breimi, fronteriza con Omán, y una gran parte del desierto de al-Zafra a los emiratos, mientras que Arabia Saudita obtuvo un acceso costero entre los territorios de Catar y del emirato de Abu Dabi, al sudeste de la bahía de Khawr al Udayd, y el control del yacimiento petrolero de Shaybah.
Éste se hizo público en 1995 durante su depósito en la Organización de las Naciones Unidas. Ratificado en 1993 por Arabia Saudita, no lo está por los Emiratos Árabes Unidos.
Vuelo 296 de Sterling Airways
El vuelo 296 de Sterling Airways se estrelló el 14 de marzo de 1972 contra la cresta de una montaña cerca de Kalba (Emiratos Árabes Unidos) al acercarse a Dubái. Era un vuelo chárter de Colombo a Copenhague (Dinamarca) con escalas en Bombay (India), Dubái (Emiratos Árabes Unidos) y Ankara (Turquía). Los 106 pasajeros y 6 tripulantes a bordo murieron en el accidente, la causa se atribuyó a un error del piloto. El vuelo fue operado por un Sud Aviation Caravelle, matrícula OY-STL.

### Como los Emiratos Árabes Unidos
Los Emiratos Árabes Unidos es un estado federal formado por siete Emiratos, en el que cada emirato tiene una fuerte independencia. De esta forma, cada gobernante elige el ritmo de transición entre un estado tradicional a otro de una economía moderna. Los siete emires de los EAU forman el consejo supremo, principal órgano de gobierno. Cada cinco años, dos de ellos son elegidos presidente y vicepresidente del consejo. Aunque no sea oficial, el presidente del país es por herencia un jeque del emirato de Abu Dabi y el primer ministro, el jeque del emirato de Dubái. Zayed bin Sultán Al Nahayan fue el presidente de los Emiratos desde su fundación hasta su muerte el 2 de noviembre de 2004. Su hijo mayor, Jalifa bin Zayed Al Nahayan fue presidente hasta el 13 de mayo de 2022, el actual presidente es Mohamed bin Zayed Al Nahayan.

#### SigloXXI
Intervención militar en Libia
Guerra civil siria y Guerra contra Estado Islámico
El 15 de noviembre y tras los atentados de París de noviembre de 2015, la aviación francesa lanzó un bombardeo esa noche contra objetivos del grupo en Raqa, la autoproclamada capital del Califato, en el este de Siria. Diez aviones franceses lanzaron 20 bombas sobre blancos precisos, que incluyeron dos campos de entrenamiento. La operación fue realizada en coordinación con las fuerzas estadounidenses. El bombardeo incluyó la participación de 10 aviones de combate, que actuaron simultáneamente, desde bases en Jordania y los Emiratos Árabes Unidos. Francia había movilizado su portaaviones Charles de Gaulle el pasado 5 de noviembre hacia el Golfo para aumentar el nivel de sus operaciones.
Intervención militar en Yemen
La intervención se produjo a solicitud del gobierno yemení, tras una ofensiva hutí contra su capital provisional, Adén luego de un levantamiento en el marco de la Primavera Árabe en 2011, que forzó al entonces presidente Ali Abdullah Saleh, a entregar el poder al vicepresidente, Abd Rabbu Mansour Hadi. Se pensó que una transición política llevaría la paz al país, pero esta transición fracasó y se produjo una lucha de poder entre los simpatizantes de Saleh, el movimiento rebelde de los hutíes, y las fuerzas de Hadi. Saleh, un mandatario yemení que había gobernado el país durante más de 30 años, se unió a los hutíes para expulsar a Hadi del gobierno yemení. Desde 2014, Saleh y los hutíes controlaban la capital, que quedó en manos solamente de los hutíes tras el asesinato de Saleh. 
En 2015 Arabia Saudita, alarmada por el avance de los hutíes, un grupo que considera apoyado militarmente por Irán, lanzó una campaña militar aérea para restaurar al gobierno de Hadi, que había pedido una intervención para recuperar la capital y eliminar la amenaza hutí. Además, Arabia Saudí se vio amenazada por Irán, la potencia regional chií y su principal competidor en Oriente Medio.
Los principales países que formaron la coalición internacional para derrocar a los hutíes fueron los Estados árabes sunís, incluidos Catar, Kuwait, Emiratos Árabes Unidos, Baréin, Egipto, Jordania, Marruecos, Sudán y Senegal. Algunos de estos países sólo participaron en incursiones aéreas, pero otros también enviaron tropas a Yemen para combatir por tierra.
Documento sobre la Fraternidad Humana
El Documento sobre la Fraternidad Humana por la Paz Mundial y la Convivencia Común, también conocido como Declaración de Abu Dabi, fue firmado por el papa Francisco y el Gran Imán de al-Azhar, Ahmed el-Tayeb en Abu Dabi, Emiratos Árabes Unidos, el 4 de febrero de 2019.
El documento subraya la obligación de musulmanes y cristianos de velar por toda persona humana. Hace un llamamiento particular a los líderes intelectuales y los medios de comunicación, para que promuevan la paz en esta época de peligro debido al «extremismo religioso y nacional». También pide poner fin a las guerras, al terrorismo y a la violencia en general, especialmente aquella revestida de motivos religiosos.
Para lograr los objetivos del documento, el 20 de agosto de 2019 se creó en Abu Dabi el Comité Supremo para la Fraternidad Humana con cristianos, musulmanes y judíos.
Tras la firma del documento se proyectó la Casa de la Familia Abrahámica, destinada a albergar una mezquita, una iglesia, una sinagoga y un centro educativo en la isla de Saadiyat, Abu Dabi.
Normalización de las relaciones con Israel
Pandemia de COVID-19 en Emiratos Árabes Unidos
El 19 de enero, el primer caso en los EAU fue confirmado en una mujer china de 73 años de edad quien vino al país en festivos con su familia desde Wuhan. La familia de 4, madre de 36 años de edad, padre de 38 años de edad, hijo de 10 años de edad y abuela de 73 años de edad llegaron en los Emiratos el 16 de enero y llevaron a la abuela a un doctor con síntomas parecidos a la gripe el 23 de enero, donde se descubrió que la familia estaba infectada. El anuncio llevó a vender mascarillas en los EAU.